# Rasbora dusonensis
Rasbora dusonensis és una espècie de peix cipriniforme de la família dels ciprínids.

## Morfologia
Els mascles poden assolir els 12 cm de longitud total.

## Distribució geogràfica
Es troba al riu Mekong, Malàisia, Borneo i Sumatra.